# Orudiza protheclaria
Orudiza protheclaria är en fjärilsart som beskrevs av Walker 1861. Orudiza protheclaria ingår i släktet Orudiza och familjen Uraniidae. Inga underarter finns listade i Catalogue of Life.